# الولايات المتحدة في الحرب الكورية

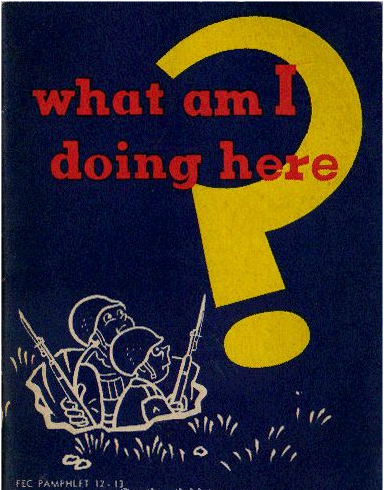
صورة لمجلة امريكية في كوريا الجنوبية

بدأ التاريخ العسكري للولايات المتحدة خلال الحرب الكورية في سياق هزيمة اليابان على يد قوات الحلفاء في الحرب العالمية الثانية والتي بشرت بنهاية 35 عامًا من الاحتلال الياباني لشبه الجزيرة الكورية وأدت إلى تقسيم شبه الجزيرة إلى منطقتين؛ منطقة شمالية يحتلها الاتحاد السوفيتي ومنطقة جنوبية تحتلها الولايات المتحدة. بعد أن فشلت المفاوضات بالتوحيد، أصبحت الأخيرة جمهورية كوريا أو كوريا الجنوبية في أغسطس 1948 بينما أصبحت الأولى جمهورية كوريا الديمقراطية الشعبية أو كوريا الشمالية في سبتمبر 1948.
في 1950، بدأ غزو كوري شمالي الحرب الكورية، والتي شهدت تدخلًا واسعًا من الأمم المتحدة بقيادة الولايات المتحدة لدعم الجنوب، بينما حصل الشمال على الدعم من الصين والاتحاد السوفيتي. خدم قرابة 1,780,000 أمريكي في الحرب، وقُتل منهم 36,574 وجُرح 103,284 وأُسر 4,714.
كان هاري إس ترومان رئيس الولايات المتحدة في بداية الحرب بينما قاد دوايت أيزنهاور البلاد في نهاية الحرب، والذي تولى منصبه خلفًا لترومان في يناير 1953. من الأحداث التي أثارت الجدل محليًا في الحرب طرد الرئيس ترومان الجنرال دوغلاس ماكارثر في أبريل 1951. زعمت الصين وكوريا الشمالية أن قوات الأمم المتحدة شاركت في حرب بيولوجية وهو ما شكل نقطة جدلية أخرى. وأصبحت الحرب في النهاية قضية رئيسية في الانتخابات الرئاسية في نوفمبر 1952 ساهمت بفوز أيزنهاور.

## الخلفية
في ختام الحرب العالمية الثانية، بدأت دول الحلفاء عملية نزع سلاح المناطق التي كانت خاضعة لسيطرة دول المحور. في تلك الفترة، احتلت اليابان كوريا في هذا الوقت بعد أن كانت حاكمة فعلية منذ 1910. في 1945، أُخذ القرار بجعل قوات مشاة البحرية الأمريكية تشرف على استسلام اليابان ونزع سلاحها جنوب خط العرض 38°شمال، بينما يسهل الاتحاد السوفيتي تغيير السلطة في الشمال. لم يكن هناك دافع سياسي آنذاك وبدت أنها خطة عمل منطقية وملائمة. كان القصد إنشاء كوريا موحدة ومستقلة من حقبة ما بعد الاحتلال الياباني. عوضًا عن ذلك، أسس كل جانب من خط العرض 38° شمال حكومته الخاصة تحت تأثير الدولة الاحتلالية؛ الولايات المتحدة في كوريا الجنوبية والاتحاد السوفيتي في كوريا الشمالية. لم تعترف كلا الحكومتين الكوريتين بمصداقية الأخرى وزعمت كل منهما أنها النظام السياسي الشرعي الوحيد. تصاعدت التوترات بين الشمال والجنوب وبدأ كل جانب بالتماس القوى الأجنبية من أجل الحصول على الموارد والدعم. أرادت كوريا الجنوبية الأسلحة والإمدادات من الرئيس ترومان وحكومة الولايات المتحدة في حين طلبت كوريا الشمالية المساعدة من جوزيف ستالين والاتحاد السوفيتي. كانت الولايات المتحدة ما تزال منهكة من الحرب بسبب حملة الحرب العالمية الثانية المدمرة ورفضت طلب كوريا الجنوبية بالحصول على الأسلحة والقوات. أقنعت كوريا الشمالية الاتحاد السوفيتي بإمدادها بالأسلحة والدعم الذي طلبته. تزامن هذا القرار مع سحب الولايات المتحدة لآخر قواتها المقاتلة المتبقية من كوريا الجنوبية. رأت كوريا الشمالية فرصتها وهاجمت القوات الكورية الجنوبية في خط العرض 38° شمال في 25 يونيو 1950 وبدأت بالتالي الحرب الكورية.

## الرد الأولي
اجتمعت الأمم المتحدة لصياغة رد استجابة لغزو كوريا الشمالية لكوريا الجنوبية. طالبت الأمم المتحدة بالانسحاب الفوري لكوريا الشمالية، وعندما لم يتحقق ذلك، عُين جنرال الجيش الأمريكي دوغلاس ماكارثر القائد الأعلى لقوات الأمم المتحدة. نُشرت فرقة العمل سميث على الجبهة الكورية من اليابان لإيقاف التقدم السريع للقوات الكورية الشمالية في الجنوب. تألفت فرقة العمل سميث من ضباط من الجيش الأمريكي وأفواج من فرقة المشاة الرابعة والعشرين في الجيش التي كانت متمركزة في اليابان باعتبارها قوات احتلال. لم تكن الفرقة الرابعة والعشرون مدربة أو مجهزة بشكل كافٍ، وكانت أقل عددًا. لم تقدم الفرقة الرابعة والعشرون مقاومة تذكر أمام التقدم الكوري الشمالي. دُفعت القوات الأمريكية والكورية الجنوبية إلى الجنوب، وفي أواخر يوليو 1950 اجتيحت فرقة العمل سميث في مدينة دايجون. نُشرت قوات من فرقة المشاة الخامسة والعشرين في الجيش في دايجون لإنشاء خط جديد وسحبت فرقة المشاة الرابعة والعشرون المدمَرة. لم توقف إضافة هذه القوات القتالية تقدم كوريا الشمالية ودُفعت كل من القوات الأمريكية والكورية الجنوبية إلى الجنوب أكثر.